# Mugumu
Mugumu ist die Hauptstadt des Distrikts Serengeti in der Region Mara im Nordosten Tansanias.

## Geographie
Die Stadt liegt auf 1626 Meter Seehöhe und nach der letzten amtlichen Volkszählung 2012 leben hier 16.851 Personen.
Das Klima in Mugumu ist tropisch. Im Jahresdurchschnitt fallen über 1000 Millimeter Niederschlag. Rund hundert Millimeter regnet es in den Monaten November bis Mai, am meisten im April mit fast 200 Millimeter. Der trockenste Monat ist der Juli. Die Temperatur schwankt nur wenig von 18,5 Grad Celsius im Juli bis 20,7 Grad im März.

## Geschichte
Nach dem 2. Weltkrieg zogen Menschen von Ikoma in das damals offene Land um Mugumu. In den 1950er Jahren kamen Einwanderer aus Kenia dazu.
Im Jahr 1978 hatte die Stadt 4.042 Einwohner, bei der Volkszählung 2002 bereits 12.549. Bis 2012 stieg die Bevölkerungszahl auf 16.851.

## Wirtschaft und Infrastruktur
Als einzige größere Ansiedlung des ansonsten sehr ländlich geprägten und dünn besiedelten Gebiets besitzt der hier abgehaltene tägliche Markt eine wichtige Bedeutung für die Versorgung der knapp 250.000 Einwohner des gesamten Bezirks Serengeti. Die Versorgung mit der wichtigsten Infrastruktur ist gewährleistet: Es gibt Grund- und weiterführende Schulen, je eine anglikanische, eine evangelikale und eine katholische Kirche, eine Krankenstation (Nyerere Designated District Hospital), eine Tankstelle, Filialen mehrerer Banken mit Geldautomaten und einfache Unterkünfte.
Mugumu ist für Touristen der Ausgangspunkt für Safaris in dem 1994 eingerichteten 600 km² großen Ikorongo Game Reserve. Über eine gut befestigte Allwetterpiste zu dem etwa 35 km südlich gelegenen Fort Ikoma ist die Stadt mit der tansanischen Nationalstraße T17 verbunden, wo sich auch das nächstgelegene Flugfeld befindet. Sie ist damit auch an die Regionalhauptstadt Musoma im Westen und Arusha im Südosten angeschlossen.